# Diplotaxis spina
Diplotaxis spina är en skalbaggsart som beskrevs av Patricia Vaurie 1958. Diplotaxis spina ingår i släktet Diplotaxis och familjen Melolonthidae. Inga underarter finns listade i Catalogue of Life.